# Glacera Pers

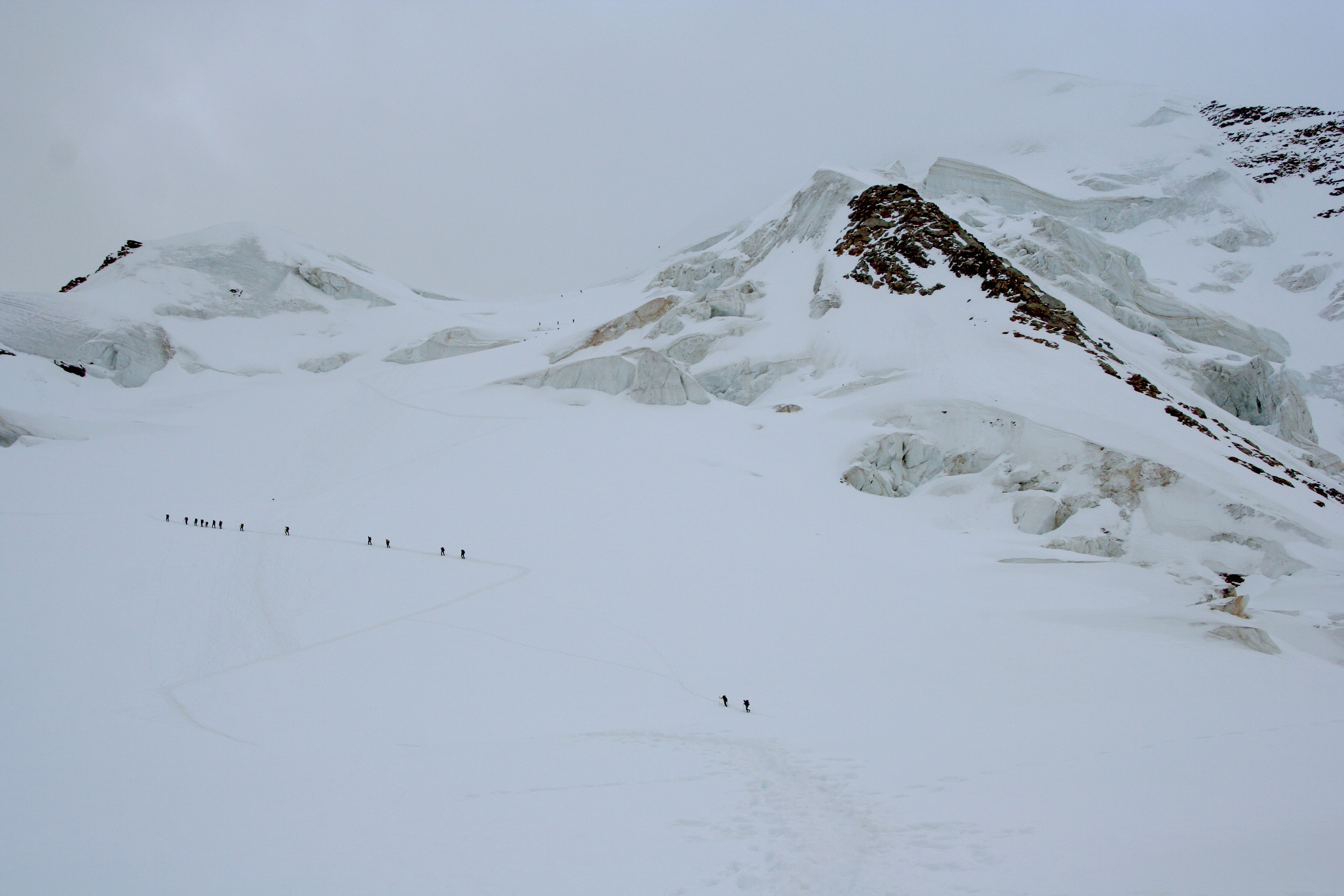
La glacera Pers sobre la via normal del Piz Palü

La glacera Pers (en Romanx: Vadret da Pers) és una glacera del Massís de la Bernina. Se situa al cantó dels Grisons a l'alta-Engiadina.
Té una longitud màxima de 4 km amb un desnivell de 1.800 m i acaba no lluny del Piz Palü. És un afluent de la glacera Morteratsch. Cobreix aproximadament 16 km² amb la glacera Morteratsch, dels quals 6 km² ella sola. A la confluència amb la glacera Morteratsch, la glacera Pers es comporta com un embassament natural bloquejant les aigües d'escorrentia i dona origen a un petit llac.